# Okręg wyborczy województwo jeleniogórskie do Senatu Rzeczypospolitej Polskiej
Okręg wyborczy województwo jeleniogórskie do Senatu Rzeczypospolitej Polskiej obejmował w latach 1989–2001 obszar województwa jeleniogórskiego. Wybierano w nim 2 senatorów, przy czym w latach 1989–1991 obowiązywała zasada większości bezwzględnej, zaś w latach 1991–2001 większości względnej.
Powstał w 1989 wraz z przywróceniem instytucji Senatu. Zniesiony został w 2001, na jego obszarze utworzono nowy okręg nr 1.
Siedzibą okręgowej komisji wyborczej była Jelenia Góra.

## Reprezentanci okręgu
| Rok  | Senator komitet wyborczy          | Senator komitet wyborczy                   | Senator komitet wyborczy                       | Senator komitet wyborczy                               |
| ---- | --------------------------------- | ------------------------------------------ | ---------------------------------------------- | ------------------------------------------------------ |
| 1989 |                                   | Jerzy Regulski                             |                                                | Andrzej Piesiak Kongres Liberalno-Demokratyczny (1991) |
| 1991 |                                   | Edmund Maliński Unia Demokratyczna         |                                                | Andrzej Piesiak Kongres Liberalno-Demokratyczny (1991) |
| 1993 |                                   | Jerzy Cieślak Sojusz Lewicy Demokratycznej |                                                | Jan Karbowski Sojusz Lewicy Demokratycznej             |
| 1997 |                                   | Jerzy Cieślak Sojusz Lewicy Demokratycznej | Tadeusz Lewandowski Akcja Wyborcza Solidarność |                                                        |
| 2001 | okręg zniesiony, patrz okręg nr 1 | okręg zniesiony, patrz okręg nr 1          | okręg zniesiony, patrz okręg nr 1              | okręg zniesiony, patrz okręg nr 1                      |

## Wyniki wyborów
Symbolem „●” oznaczono senatorów ubiegających się o reelekcję.

### Wybory parlamentarne 1989
| Kandydat                                                          | Głosów  | %     |
| ----------------------------------------------------------------- | ------- | ----- |
| Jerzy Regulski                                                    | 118 155 | 62,95 |
| Andrzej Piesiak                                                   | 117 324 | 62,51 |
| Tadeusz Borys                                                     | 36 382  | 19,38 |
| Zbigniew Baranowski                                               | 15 140  | 8,07  |
| Krystyna Witecka                                                  | 10 518  | 5,60  |
| Władysław Witek                                                   | 8851    | 4,72  |
| Michał Leszczyński                                                | 8511    | 4,53  |
| Stefan Połomski                                                   | 5196    | 2,77  |
| Zbigniew Ładziński                                                | 4924    | 2,62  |
| Włodzimierz Haładaj                                               | 3850    | 2,05  |
| Adam Smoliński                                                    | 3441    | 1,83  |
| Roman Pląskowski                                                  | 2880    | 1,53  |
| Wojciech Przeździęk                                               | 2440    | 1,30  |
| Liczba głosów ważnych: 187 701 Źródło: Państwowa Komisja Wyborcza |         |       |

### Wybory parlamentarne 1991
| Kandydat                                              | Kandydat              | Komitet wyborczy                              | Głosów |
| ----------------------------------------------------- | --------------------- | --------------------------------------------- | ------ |
|                                                       | Andrzej Piesiak●      | Kongres Liberalno-Demokratyczny               | 43 423 |
|                                                       | Edmund Maliński       | Unia Demokratyczna                            | 36 535 |
|                                                       | Jerzy Lachowicz       | Wojewódzki Komitet Obywatelski – Jelenia Góra | 35 736 |
|                                                       | Bohdan Pawłowski      | Unia Demokratyczna                            | 33 808 |
|                                                       | Józef Anioł           | Porozumienie Obywatelskie Centrum             | 29 662 |
|                                                       | Zbigniew Natkaniec    | Sojusz Lewicy Demokratycznej                  | 25 720 |
|                                                       | Jan Gomółka           | Porozumienie Obywatelskie Centrum             | 22 882 |
|                                                       | Waldemar Krasnodębski | Stronnictwo Demokratyczne                     | 22 402 |
| Frekwencja: 39,31% Źródło: Państwowa Komisja Wyborcza |                       |                                               |        |

### Wybory parlamentarne 1993
| Kandydat                                              | Kandydat              | Komitet wyborczy                                     | Głosów |
| ----------------------------------------------------- | --------------------- | ---------------------------------------------------- | ------ |
|                                                       | Jerzy Cieślak         | Sojusz Lewicy Demokratycznej                         | 52 173 |
|                                                       | Jan Karbowski         | Sojusz Lewicy Demokratycznej                         | 43 254 |
|                                                       | Jerzy Lachowicz       | Niezależny Samorządny Związek Zawodowy „Solidarność” | 41 000 |
|                                                       | Jerzy Modrzejewski    | Unia Demokratyczna                                   | 31 343 |
|                                                       | Stanisław Machowski   | Polskie Stronnictwo Ludowe                           | 28 838 |
|                                                       | Danuta Suchwałko      | Polskie Stronnictwo Ludowe                           | 26 746 |
|                                                       | Zenon Wesołowski      | Konfederacja Polski Niepodległej                     | 23 346 |
|                                                       | Wiesław Bielawski     | Unia Polityki Realnej                                | 21 414 |
|                                                       | Jerzy Libier          | Unia Polityki Realnej                                | 19 916 |
|                                                       | Józef Piotrowski      | KW „Liczyrzepa”                                      | 14 434 |
|                                                       | Waldemar Krasnodębski | Stronnictwo Demokratyczne                            | 12 986 |
| Frekwencja: 49,17% Źródło: Państwowa Komisja Wyborcza |                       |                                                      |        |

### Wybory parlamentarne 1997
| Kandydat                                              | Kandydat             | Komitet wyborczy                    | Głosów |
| ----------------------------------------------------- | -------------------- | ----------------------------------- | ------ |
|                                                       | Jerzy Cieślak●       | Sojusz Lewicy Demokratycznej        | 59 948 |
|                                                       | Tadeusz Lewandowski  | Akcja Wyborcza Solidarność          | 54 286 |
|                                                       | Stanisław Gwizda     | Sojusz Lewicy Demokratycznej        | 51 294 |
|                                                       | Bohdan Pawłowski     | Unia Wolności                       | 31 627 |
|                                                       | Piotr Roman          | Unia Wolności                       | 28 012 |
|                                                       | Tyburcjusz Tyblewski | Ruch Odbudowy Polski                | 25 588 |
|                                                       | Andrzej Kruk         | Krajowa Partia Emerytów i Rencistów | 17 334 |
|                                                       | Waldemar Prietzel    | Krajowa Partia Emerytów i Rencistów | 16 546 |
|                                                       | Adam Smoliński       | Polskie Stronnictwo Ludowe          | 14 191 |
| Frekwencja: 44,87% Źródło: Państwowa Komisja Wyborcza |                      |                                     |        |